# جنة الزهراء
جنة الزهراء (بالفارسية: بِهِشْتِ زهرا) أو مقبرة طهران العامة (بالفارسية: گورستانِ عُمومی تهران) هي أكبر مقبرة عامة في إيران ومحافظة طهران وتعد كمدينة جنائزية حديثة. حسب إحصائيات عقد 2010، تمتد على مساحة 424 هكتارًا وتقع في منطقة 20 جنوب العاصمة الإيرانية طهران، وإداريًا في مدينة الرِّي. هي متصلة بالمدينة عبر طريق خط 1 لمترو طهران.

تمت مناقشة إنشاء مقبرة عامة كبيرة حديثة في بلدية طهران عام 1966 بهدف إنهاء تعددية مقابر عامة في العاصمة حيث أزدادت سكانها وغصت مقابرها بالموتى ولم تعد تتسع للكثير منهم حتى افتتحت مقبرة طهران العامة في 13 جمادى الأولي 1390/ 16 يوليو 1970، فهذا اليوم يعد أحد أيام وفاة فاطمة الزهراء في تقويم هجري لدى الشيعة الإثني عشرية، المذهب الرسمي في الدستور الإيراني، فأطلق عليها لقب الزهراء فعرفت بها عمومًا. في البداية، نظرًا لوجود العديد من المقابر في أحياء مختلفة من طهران، لم تحظ هذه المقبرة باهتمام كبير على الرغم من مساحتها وحداثتها وأخيرًا، بدفن أول جثمان بها في 18 يوليو 1970 في القطعة 1، الصف 1، رقم 1، وهو محمد تقي بن علي خيال من مواليد 1885، والذي ينتمي إلى عائلة عسكرية ذات نفوذ، فاستخدمت جنة الزهراء عرفيًا وإن افتتحت قبلها بيومين رسميًا.  تحتوي جنة الزهراء على مقابر قتلى حرب الخليج الأولى في الثمانينيات القرن العشرين، وهم يعتبرون الشهداء من منظور الرسمي، فتعادله نصب الشهيد في بغداد ومقبرة الصليبيخات في الكويت. للجنة الزهراء مكانة خاصة في الثقافة السياسية للجمهورية الإسلامية الإيرانية حيث ألقى الخميني أول خطابه لثوار الإسلاميين في 1 فبراير 1979 بها خلال أيام الثورة الإيرانية 1979، وهو دفن بها في 6 يوليو 1989 وسرعان ما تحول مدفنه إلى مزار وأحد معالمها. 
كان يدفن الجثث في مقابر جنة الزهراء في قبور من طابق واحد حتى عام 2020، ثم تحولت جميع المقابر إلى ثلاثة طوابق وتضاعفت حجمها ثلاث مرات. تتكون هذه مدينة جنائزية من أربعة أجزاء مختلفة، أو قطعة بالفارسية: الشهداء وعوائلهم، الفنانين، الإعلاميين وقسم العامة و مقابر العائلية. 
تبلغ مساحة بهشت الزهراء 424 هكتارًا وهي مقسمة إلى 164 قسمًا. استخدمت 12 هكتارًا منها لدفن الشهداء. 73 هكتارًا هي المساحات الخضراء على شكل أربعة كيلومترات من الجادة وثلاث حدائق كبيرة ومتنزهات للأطفال، تجعلها مقبرة بستانية. تقع المباني الإدارية لمنظمة جنة الزهراء بالقرب من بوابتها النهائية التي تعد أقدم بوابة لها وهي رمز معروف للمقبرة كلها. توجد هناك الشؤون الإدارية والمالية والوحدات الفرعية والعلاقات العامة التنظيمية ومكتب الإدارة.بتشكيل منظمة بهشت زهراء، قامت تنظيم الجنازات وكل شؤون الدفن والجنازة. تتمتع هذه المنظمة التابعة لبلدية طهران، بشخصية اعتبارية مستقلة واستقلال مالي وإداري.
خلال عام 2020 ،دفن حوالي 51 ألف شخص في جنة الزهراء عاديًا ودفن حوالي 22 ألف شخص بها من الوفيات جائحة فيروس كورونا في إيران.  في نفس العام، بمناسبة الذكرى الخمسين لتأسيسها، صرّحت أن جنة الزهراء تستقبل 60 ألف جثمان سنويًا، وهو ما يمثل خمس سعة البلاد. بحلول عام 2020، دفن أكثر من 1.7 مليون جثمان بها منذ تأسيسها. وهي مدفن 30.000 «شهيد» ، 4.000 منهم جنود مجهولون و 250 من جنود الحرس الثوري في الحرب الأهلية السورية و2500 من الأعلام في مختلف مجالات. 

## أعلام
- مقتل ندا آغا سلطان
- محمد علي رجائي
- سيمين دانشوار
- أكبر هاشمي رفسنجاني
- جليل زندي